# Eberhard Vogel
Eberhard Vogel (Altenhain, 1943. április 8. –) olimpiai bronzérmes német labdarúgó, edző.
Az Egyesült Német Csapat részt vett az 1964. évi nyári olimpiai játékokon.
Az NDK válogatott tagjaként részt vett az 1972. évi nyári olimpiai játékokon és az 1974-es világbajnokságon.

## Sikerei, díjai

### Játékosként
Karl-Marx-Stadt
- Keletnémet bajnok (1): 1966-67

Carl Zeiss Jena
- Keletnémet kupa (3): 1971-72, 1973-74, 1979-80

Egyesült Német Csapat
- Olimpiai bronzérmes (1): 1964

NDK
- Olimpiai bronzérmes (1): 1972

### Edzőként
NDK U20
- Ifjúsági világbajnoki bronzérmes (1): 1987